# Armoiries des Philippines
Les armoiries des Philippines sont le symbole du pays. Certaines parties du blason font partie du drapeau national : le soleil aux huit gros rayons et seize rayons fins et les trois étoiles à cinq branches, qui représentent le groupe d'îles le plus important du pays (Luçon, Visayas et Mindanao).
Dans les deux parties verticales du blason, on peut voir les symboles des pays qui ont contrôlé les Philippines: le Pygargue à tête blanche des États-Unis et le lion rampant de l'ancien royaume de León qui fait actuellement partie de l'Espagne.
Le dessin actuel ressemble beaucoup à celui adopté en 1940.

## Versions du blason
La légende qui figure dans le blason a subi plusieurs modifications depuis l'indépendance en 1946. Jusqu'en 1972, sous la dictature de Ferdinand Marcos, figurait la dénomination officielle du pays en anglais ("REPUBLIC OF THE PHILIPPINES"). De 1979 à 1986, la devise du pays "ISANG BANSA ISANG DIWA" ("Une Nation, Un Esprit"). À la chute de Marcos, la version actuelle fut adoptée.